# Jenhorst
Jenhorst è una frazione (Ortsteil) del comune di Raddestorf, nel land della Bassa Sassonia, in Germania.

## Storia
Già comune autonomo nel circondario di Nienburg/Weser, fu soppresso e incorporato a Raddestorf il 1º marzo 1974.